# Fastly
Fastly è un'azienda statunitense che offre servizi di CDN.
Il fondatore dell'azienda è Artur Bergman, ex chief technical officer di Wikia.